# Remse
Remse ist eine Gemeinde im Freistaat Sachsen im Norden des Landkreises Zwickau. Sie ist Teil der Verwaltungsgemeinschaft Waldenburg.

## Geographie

### Geographische Lage und Verkehr
Remse liegt 3 km nördlich der Kreisstadt Glauchau im Tal der Zwickauer Mulde. Durch das Gemeindegebiet führen die Bundesstraßen B 175 und B 180 und die stillgelegte Bahnstrecke Glauchau–Wurzen (Muldentalbahn), an der der Ort einen Halt hatte. Die Gemeinde ist auch von der südlich verlaufenden A 4, Anschluss Glauchau-Ost, zu erreichen. Remse liegt am Lutherweg Sachsen.

### Nachbargemeinden
| Gemeinde Schönberg | Gemeinde Oberwiera                          |                  |
| Gemeinde Meerane   | Kompassrose, die auf Nachbargemeinden zeigt | Stadt Waldenburg |
|                    | Stadt Glauchau                              |                  |

### Gemeindegliederung
Die Gemeinde besteht aus den Ortsteilen Oertelshain (am 1. April 1938 eingemeindet), Kertzsch und Kleinchursdorf (beide am 17. September 1961 eingemeindet), Remse und Weidensdorf. Weidensdorf wurde erst am 1. Januar 1994 in die Gemeinde eingegliedert.

## Geschichte

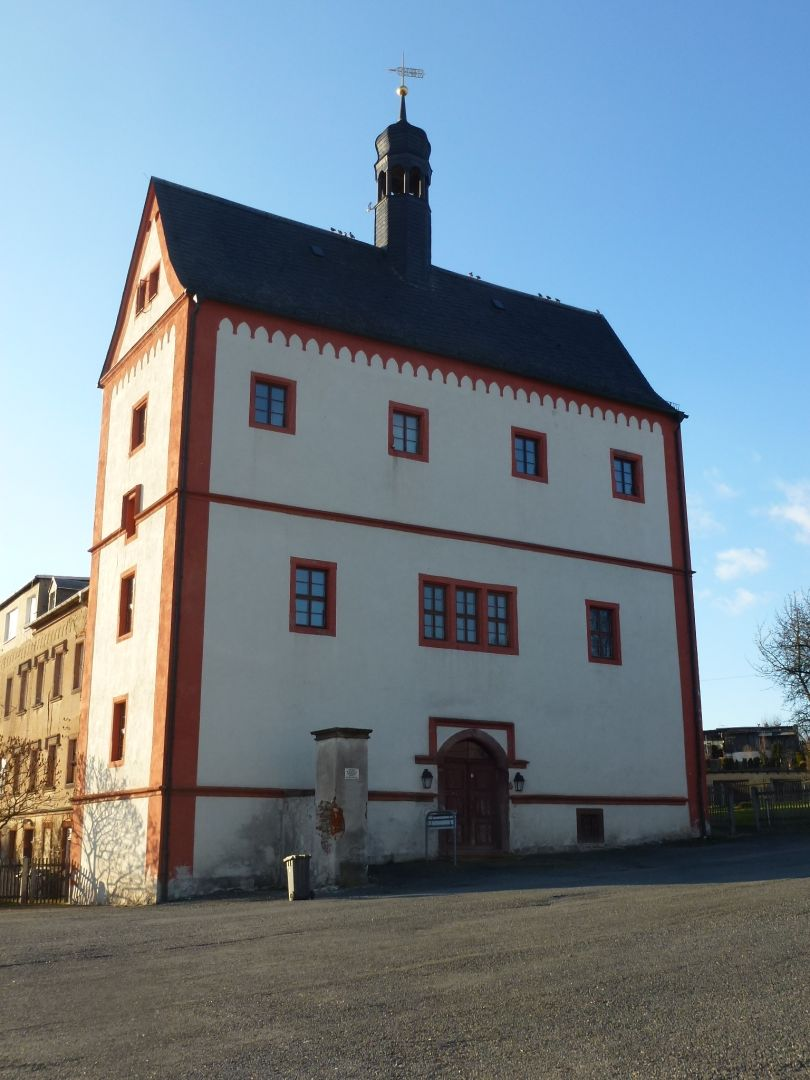
„Roter Stock“, mutmaßlicher Rest der Klosterkirche (Westwerk)

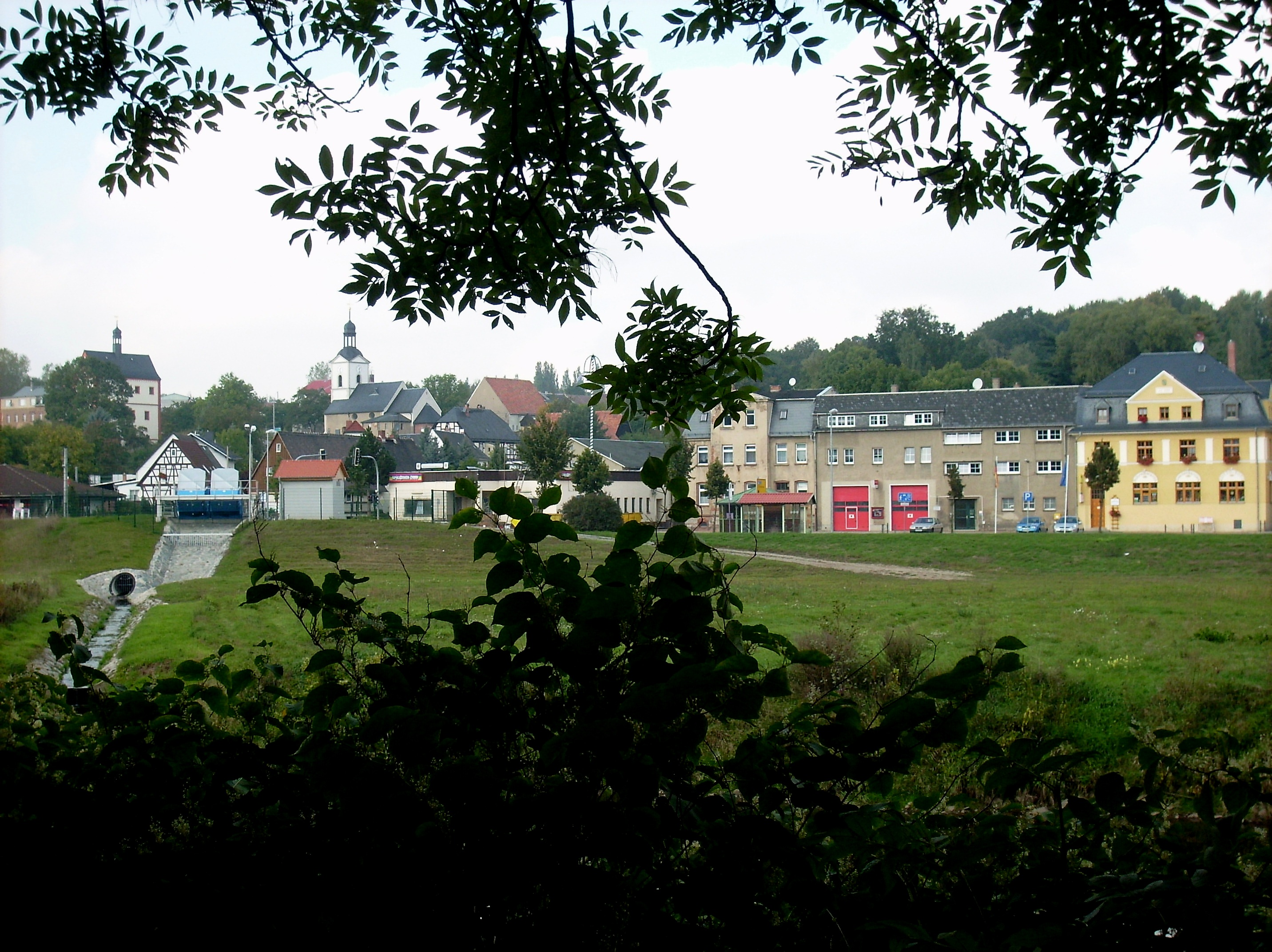
Blick auf Remse

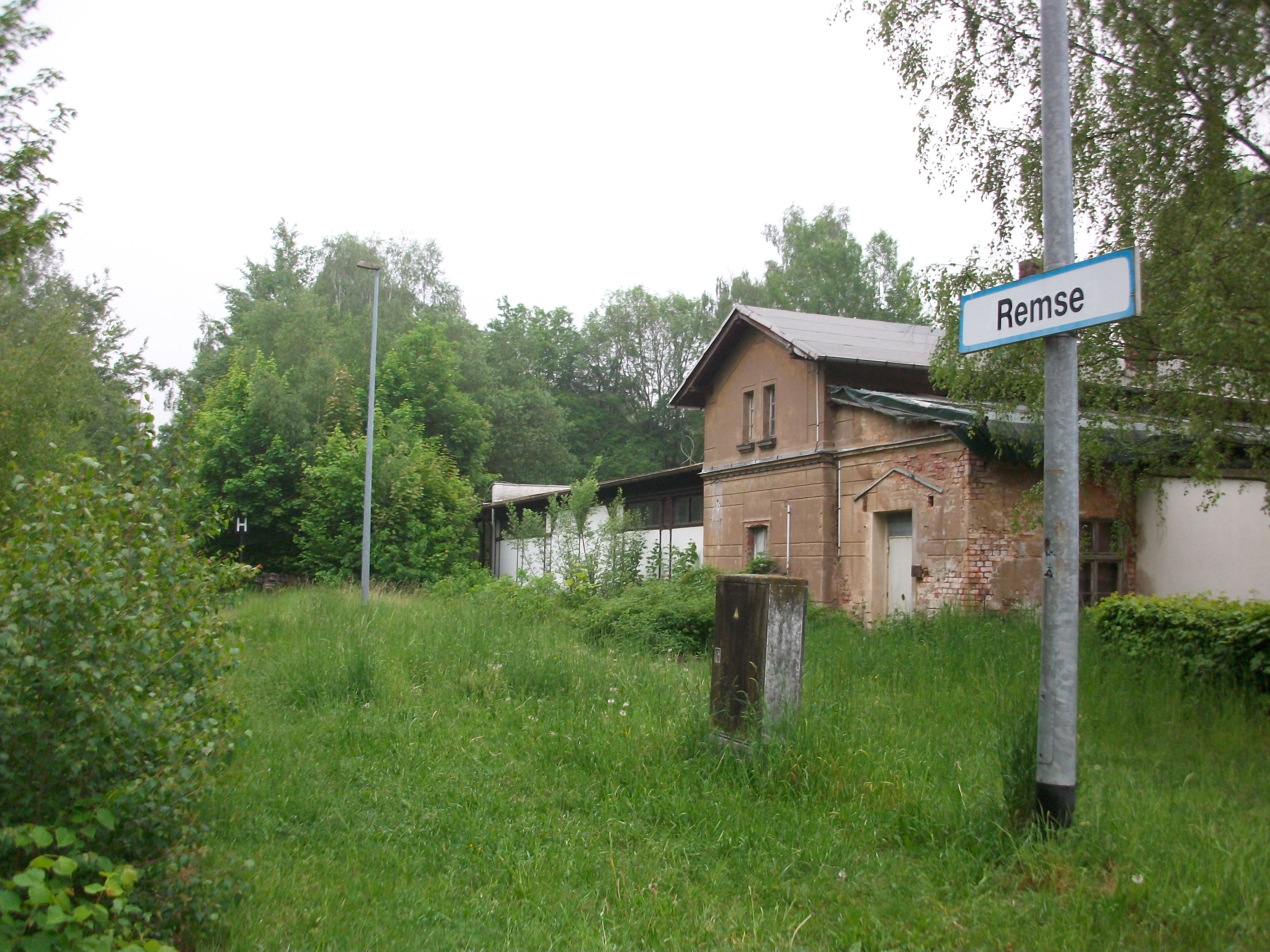
Bahnhof Remse (2016)

Das Benediktiner-Nonnenklosters Rother Stock soll zehn Jahre nach Stiftung des Mutter-Klosters Bürgel bei Jena im Jahre 1143 nördlich von Glauchau gegründet worden sein. Eine Schenkung des römisch-deutschen Königs Konrad III. von 100 Königshufen Land rechts und links der Zwickauer Mulde sollte ein Beitrag zur wirtschaftlichen Festigung sein. Wenig später entstand der Ort Remse als zugehöriges Klosterdorf. Für das Kloster ist ab 1216 der Name Remse belegt. Die Kirche des Orts Remse wurde erstmals 1254 erwähnt. Das Kloster Remse wurde im Zuge der Einführung der Reformation im ernestinischen Kurfürstentum Sachsen und der Säkularisation des geistlichen Besitzes im Jahr 1533 durch den sächsischen Kurfürsten Johann Friedrich I. formell aufgelöst. In der Folgezeit verfiel die Klosterkirche.
Der Ort und das Kloster Remse kamen im Jahr 1543 mit dem gesamten Besitz des im Zuge der Reformation im Jahr 1533 aufgelösten Klosters Remse durch Kauf als Lehnsbesitz an die Herren von Schönburg. Im Jahr 1551 wird Remse als Amtsdorf der schönburgischen Herrschaft Remse geführt, welche nach Auflösung des Klosters Remse im Jahr 1533 entstand und seit 1543 den Herren von Schönburg unter wettinischer Oberhoheit gehörte. Die Herren von Schönburg nutzten das einstige Kloster zunächst als Rittergut. Später erfolgte der schlossähnliche Umbau. Christian Ernst von Schönburg-Hinterglauchau wurde im Jahre 1681 mit der Herrschaft Remse abgefunden. Nachdem das Gut Remse drei Generationen lang in der Linie Hinterglauchau als Nebenresidenz verblieben war, kam es an die Linie Forderglauchau. Der Dresdner Kaufmann und Bankier sowie kurfürstlich sächsischer Hofkammerrat Christian Friedrich Freiherr von Gregory besaß zwischen 1793 und 1797 das Anwesen. Von diesem kaufte es Fürst Otto Carl Friedrich von Schönburg-Waldenburg zurück. Es blieb bis 1945 im Besitz dieser Familie.
Im Rahmen der administrativen Neugliederung des Königreichs Sachsen wurde Remse als Teil der schönburgischen Lehnsherrschaft Remse im Jahr 1835 der Kreisdirektion Zwickau unterstellt. Die Lehnsherrschaft Remse mit ihren Orten wurde seitdem administrativ durch das königlich-sächsische Amt Zwickau verwaltet. Ab 1856 war Remse Sitz des Gerichtsamts Remse das 1875 in die Amtshauptmannschaft Zwickau eingegliedert wurde. Nachdem auf dem Gebiet der Rezessherrschaften Schönburg im Jahr 1878 eine Verwaltungsreform durchgeführt wurde, kam Remse mit dem gesamten ehemaligen Gerichtsamtsbezirk Remse im Jahr 1880 zur neu gegründeten sächsischen Amtshauptmannschaft Glauchau. Der Bahnhof Remse wurde am 10. Mai 1875 mit dem Abschnitt Glauchau–Penig der Bahnstrecke Glauchau–Wurzen (Muldentalbahn) am rechten Ufer der Zwickauer Mulde eröffnet. Am 1. April 1938 wurde Oertelshain nach Remse eingemeindet. Das Rittergut Remse gehörte bis zur Bodenreform in der Sowjetischen Besatzungszone im Jahr 1945 und der damit einhergehenden Enteignung den Fürsten von Schönburg-Waldenburg. Seitdem wurde das ehemalige Rittergut durch die LPG landwirtschaftlich genutzt. Seit dem Ende der DDR befindet sich hier eine Agrargenossenschaft. Die Gebäude des „Roten Stocks“ wurden ab 1993 saniert.
Durch die zweite Kreisreform in der DDR kam die Gemeinde Remse mit ihrem Ortsteil Oertelshain Jahr 1952 zum Kreis Glauchau im Bezirk Chemnitz (1953 in Bezirk Karl-Marx-Stadt umbenannt). Am 17. September 1961 wurden Kertzsch und Kleinchursdorf nach Remse eingemeindet.
Seit 1990 gehörte die Gemeinde Remse mit ihren Ortsteilen Oertelshain, Kertzsch und Kleinchursdorf zum sächsischen Landkreis Glauchau, der 1994 im Landkreis Chemnitzer Land bzw. 2008 im Landkreis Zwickau aufging. Am 1. Januar 1994 wurde Weidensdorf nach Remse eingemeindet. Mit der Stilllegung des Abschnitts Glauchau–Wechselburg am 13. August 2002 ging die im Jahr 1973 zum Haltepunkt herabgestufte Station Remse außer Betrieb. Im Jahr 2015 feierte die Friweika eG im Ortsteil Weidensdorf ihr 45-jähriges Firmenjubiläum. Die auf Kartoffelprodukte spezialisierte Firma wurde 1970 als LPG gegründet und 1990 in eine eingetragene Genossenschaft (eG) umgewandelt.

### Einwohnerentwicklung
Am 3. Oktober 1990 zählte Remse 1942 Einwohner.
Folgende Einwohnerzahlen beziehen sich auf den 31. Dezember des voranstehenden Jahres:
| 1998 bis 2001 - 1998: 2200 - 1999: 2190 - 2000: 2161 - 2001: 2124 | 2002 bis 2005 - 2002: 2045 - 2003: 2000 - 2004: 1993 - 2005: 1984 | 2006 bis 2011 - 2006: 1942 - 2007: 1911 - 2008: 1885 - 2011: 1794 | ab 2012 - 2012: 1726 - 2013: 1714 - 2018: 1638 - 2019: 1625 |

 Datenquelle: Statistisches Landesamt des Freistaates Sachsen

## Politik

### Gemeinderat
Seit der Gemeinderatswahl am 9. Juni 2024 verteilen sich die 14 Sitze des Gemeinderates folgendermaßen auf die einzelnen Gruppierungen:
- CDU: 5 Sitze
- Initiative für bessere Infrastruktur: 4 Sitze
- AfD: 3 Sitze
- Freier Wählerverein (FWV): 2 Sitze

| Gemeinderat ab 2024Insgesamt 14 Sitze - FWV: 2 - IfbI: 4 - CDU: 5 - AfD: 3 | Liste                                | 2024   | 2024   | 2019   | 2019   | 2014   | 2014   |
| Gemeinderat ab 2024Insgesamt 14 Sitze - FWV: 2 - IfbI: 4 - CDU: 5 - AfD: 3 | Liste                                | Sitze  | in %   | Sitze  | in %   | Sitze  | in %   |
| Gemeinderat ab 2024Insgesamt 14 Sitze - FWV: 2 - IfbI: 4 - CDU: 5 - AfD: 3 | CDU                                  | 5      | 36,2   | 5      | 36,4   | 6      | 44,2   |
| Gemeinderat ab 2024Insgesamt 14 Sitze - FWV: 2 - IfbI: 4 - CDU: 5 - AfD: 3 | Initiative für bessere Infrastruktur | 4      | 30,5   | 4      | 26,8   | 3      | 28,3   |
| Gemeinderat ab 2024Insgesamt 14 Sitze - FWV: 2 - IfbI: 4 - CDU: 5 - AfD: 3 | AfD                                  | 3      | 23,2   | 3      | 21,2   | –      | –      |
| Gemeinderat ab 2024Insgesamt 14 Sitze - FWV: 2 - IfbI: 4 - CDU: 5 - AfD: 3 | Freier Wählerverein                  | 2      | 10,2   | 2      | 15,7   | 4      | 27,6   |
| Gemeinderat ab 2024Insgesamt 14 Sitze - FWV: 2 - IfbI: 4 - CDU: 5 - AfD: 3 | Wahlbeteiligung                      | 75,4 % | 75,4 % | 67,5 % | 67,5 % | 53,3 % | 53,3 % |

### Bürgermeister
Im Januar 2022 wurde Karsten Schultz (CDU) zum Nachfolger von Joachim Schuricht (InInfra) und des 2014 verstorbenen langjährigen Bürgermeisters Wolf-Dieter Kapferer gewählt.
| Wahl | Bürgermeister        | Vorschlag                | Wahlergebnis (in %) |
| ---- | -------------------- | ------------------------ | ------------------- |
| 2022 | Karsten Schultz      | CDU                      | 52,3                |
| 2015 | Joachim Schuricht    | Initiative Infrastruktur | 97,2                |
| 2008 | Wolf-Dieter Kapferer | CDU                      | 96,0                |
| 2001 | Wolf-Dieter Kapferer | CDU                      | 93,7                |

## Sehenswürdigkeiten

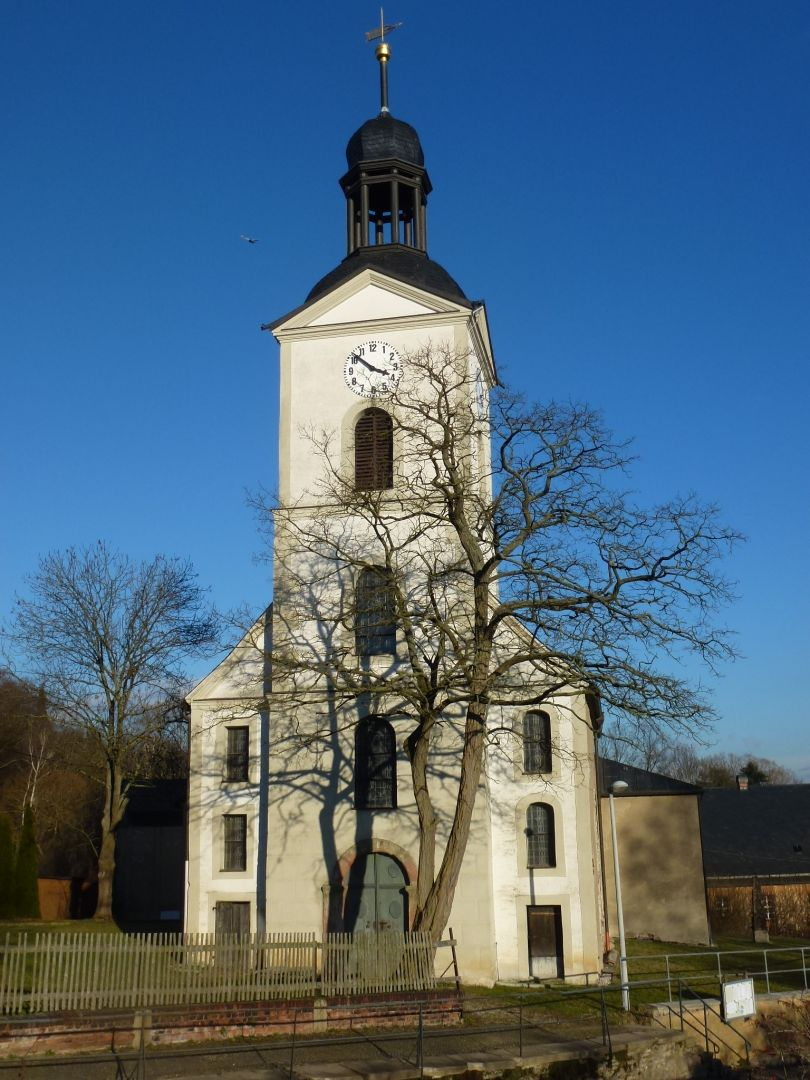
St. Georgenkirche in Remse

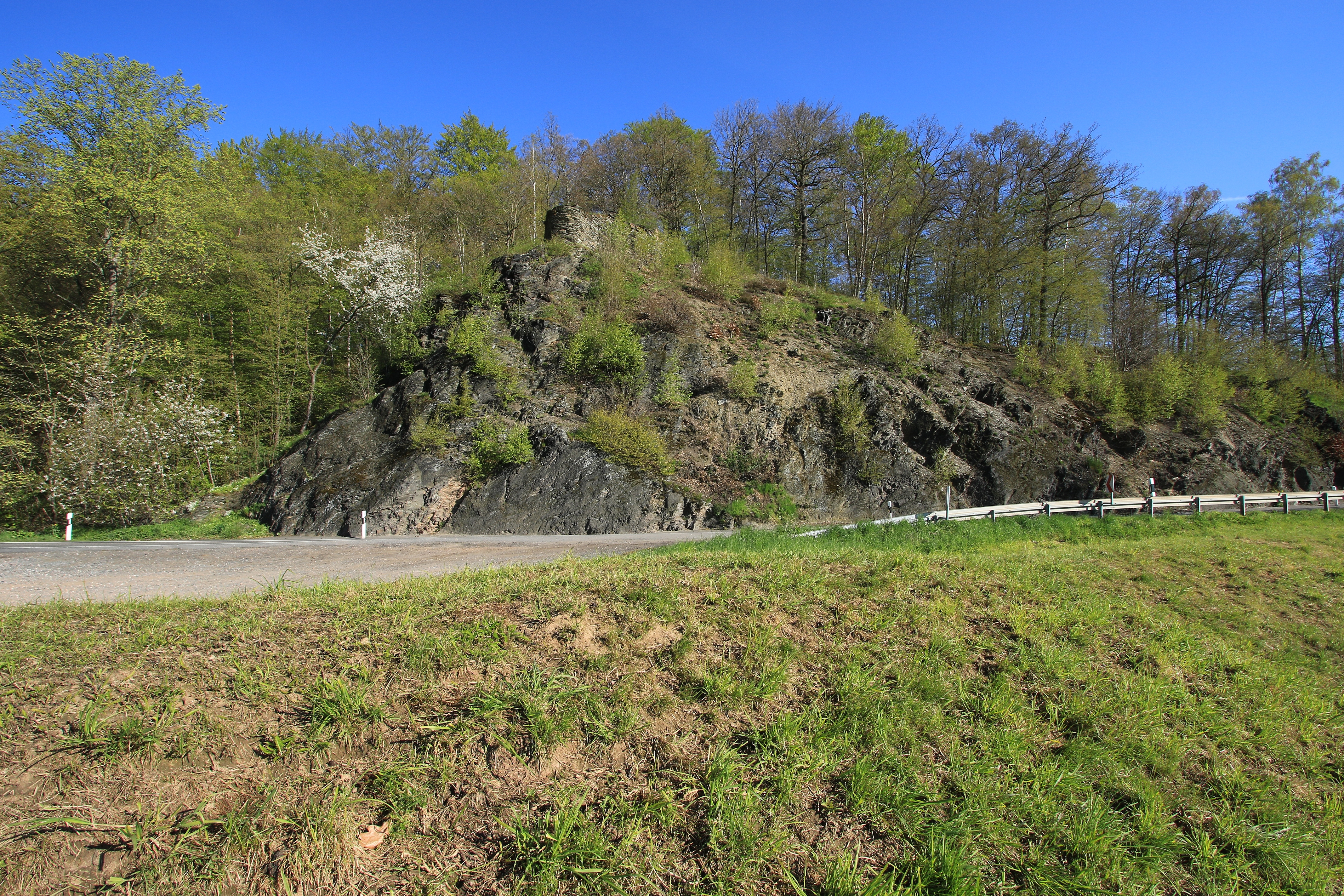
Remser Bastei

- ehemaliges Benediktinerinnenkloster „Roter Stock“ (um 1143)
- sogenannte „Remser Bastei“ – Aussichtspunkt über dem Muldetal
- Dorfkirche im Ortsteil Weidensdorf

### Naturschutz
- Siehe auch: Liste der Naturdenkmale in Remse

## Persönlichkeiten
- Werner Winter (* 1923), Generalleutnant der NVA